# Quartetto per archi n. 2 (Janáček)
Il Quartetto n. 2 di Leoš Janáček, sottotitolato Lettere intime, fu composto nel 1928 su richiesta del Quartetto Ceco, come già era avvenuto per il primo quartetto.
Il titolo Lettere intime fu dato dallo stesso compositore per alludere alla sua lunga amicizia con Kamila Stösslová, una donna sposata molto più giovane di Janáček. Il quartetto doveva quindi riflettere e tradurre in musica la natura della relazione spirituale fra il compositore e Kamila, così come è rivelata dalle oltre 700 lettere che i due si erano scambiati.
All'interno del quartetto la viola assume un ruolo quasi predominante, poiché questo strumento nelle intenzioni dell'autore doveva rappresentare Kamila.
La composizione è essenzialmente tonale, anche se non nel senso tradizionale.